# 上落合信号場

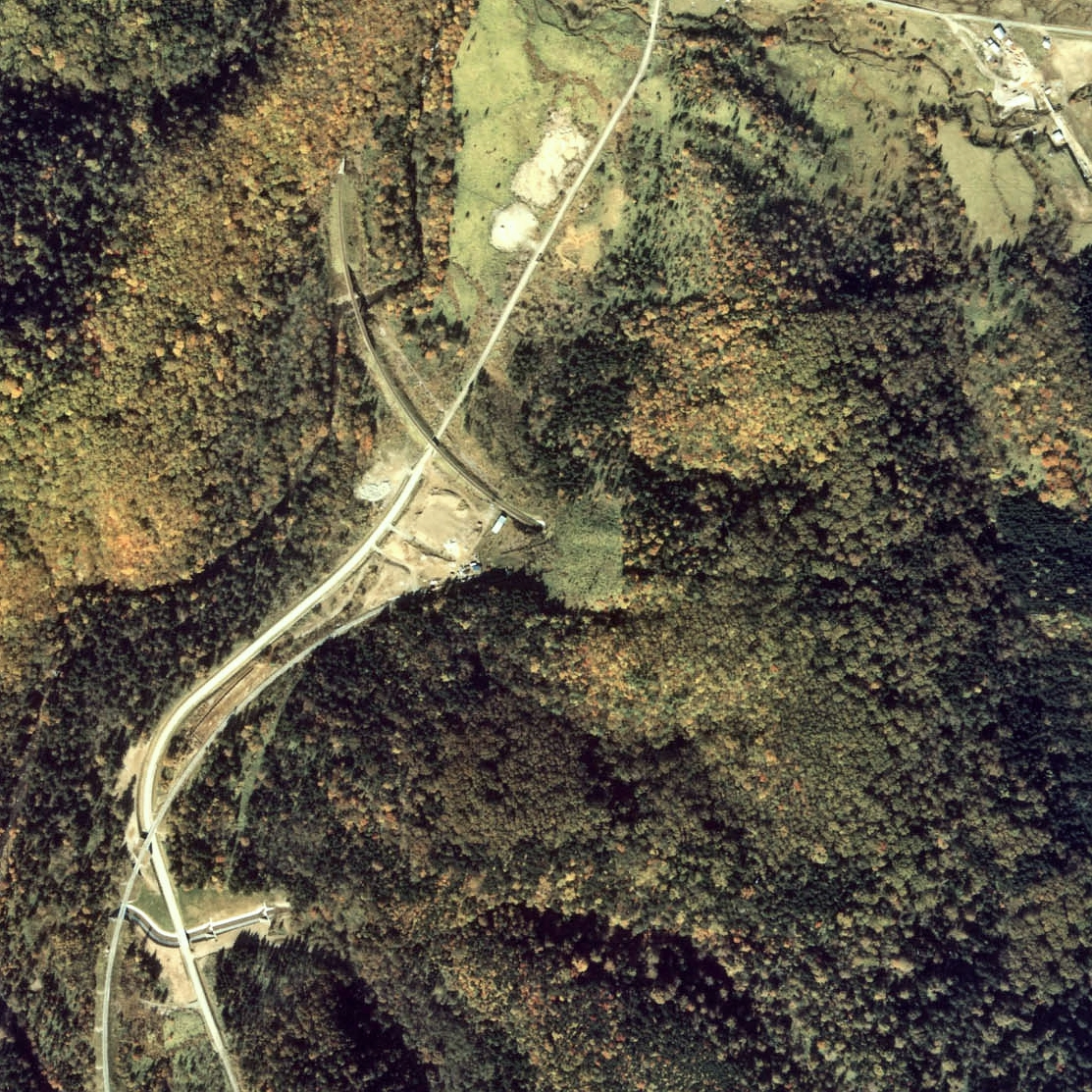
1977年撮影、上落合信号場の周囲約1km範囲。右が新得方面。上が根室本線落合方面、下が当時まだ建設中の石勝線トマム方面。

上落合信号場（かみおちあいしんごうじょう）は、北海道空知郡南富良野町字落合にある北海道旅客鉄道（JR北海道）石勝線の信号場である。電報略号はカイ。事務管理コードは▲110459。

## 歴史
- 1966年（昭和41年）9月30日：根室本線落合駅 - 新得駅間の新線付け替えに伴って新設[1]。当初より無人の信号場で、当信号場 -  西新得信号場間各信号場と同様、CTC-2型により広内信号場より集中制御[4][5]。
- 1971年（昭和46年）5月1日：根室本線CTC-4型を当信号場 -  昭栄信号場間に導入し、釧路CTCセンターからの遠隔制御となる[5]。
- 1974年（昭和49年）11月：石勝線開業に伴う構内改良工事着工[6]。
  - もともと当信号場は石勝線の分岐を想定して建設されていたが、地質上の関係で落合・串内方に安全側線を設置できず、上下列車の同時進入は警戒信号で対応する考えであった[7]。しかし、運転取扱規程の改定で安全側線なしでの上下列車同時進入には過走余裕距離150 m の確保が必要となったため、新得方の単線断面部を126 m 拡幅して待避線を110 m 延長する工事を行った[6][7]。
- 1978年（昭和53年）3月：構内改良工事竣工[6]。
- 1981年（昭和56年）10月1日：石勝線開業。
- 1987年（昭和62年）4月1日：国鉄分割民営化によりJR北海道に継承[1]。
- 1994年（平成6年）4月1日：根室本線における釧路支社と本社鉄道事業本部の境界を布部駅の富良野駅方（施設キロ 61km 000 m地点）から当信号場手前（施設キロ114 km 700 m地点）に変更[8]。
- 1994年（平成6年）度：石勝線・根室線高速化工事に伴い同年度に分岐器を弾性分岐器に交換[9]。
- 2024年（令和6年）4月1日：根室本線富良野駅 - 新得駅間の廃止に伴い、当信号場 - 新得駅間が石勝線の単独区間となり、根室本線の信号場として廃止[10][11]。

## 構造
新狩勝トンネル内の落合方の入口から約170 mの地点にある2線を持つ単線行き違いの信号場。かつては根室本線富良野方面の分岐点としての役割も担っていた。
配線は下図のとおりで下側が1番線、上側が2番線となっており、どちらも上下列車が使用可能となっている。交換時以外は1番線（1線スルー）を使用する。

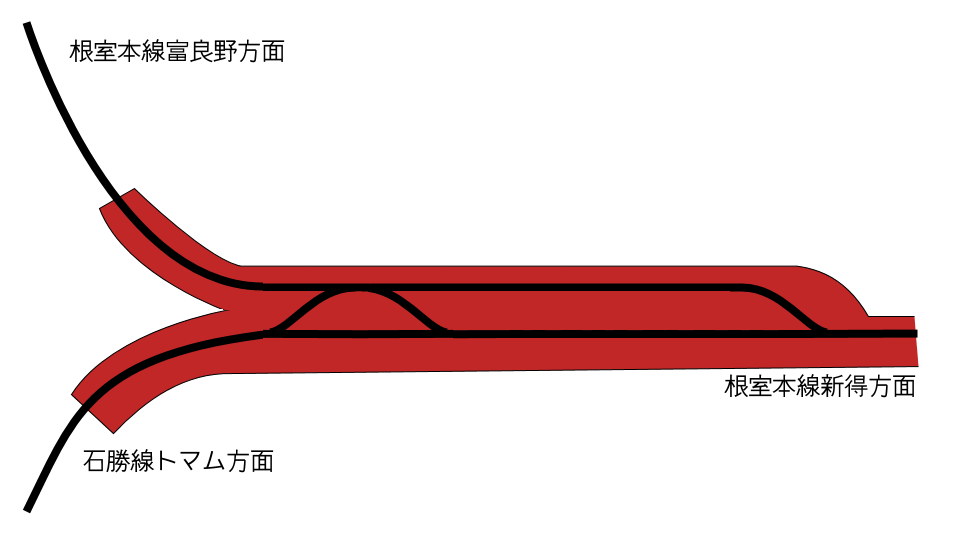
信号場の簡単な構造図。赤い部分は新狩勝トンネル

## 管轄
JR北海道釧路支社管轄。
本社鉄道事業本部と釧路支社の支社境となる信号場である。石勝線南千歳方面は、これより先本社直轄となる。釧路支社管内では、唯一上川総合振興局管内に存在する設備である。

## 隣の駅
北海道旅客鉄道（JR北海道）
■石勝線
トマム駅 (K22) - （串内信号場） - （上落合信号場） - （新狩勝信号場） - （広内信号場） - （西新得信号場） - 新得駅 (K23)

### かつて存在した駅・施設
北海道旅客鉄道（JR北海道）
■根室本線
落合駅 (T37) - （上落合信号場） - （※） - 新得駅 (K23)
- ※の区間は石勝線に同じ。当信号場で根室本線と石勝線が合流し、当信号場 - 新得駅間は根室本線と石勝線の重複区間であった。